# Алси (Орегон)
Алси (енгл. Alsea, /ˈælsiː/) насељено је место без административног статуса у америчкој савезној држави Орегон.

## Демографија
По попису из 2010. године број становника је 164.
| Група                 | 2000.   | 2010.       |
| Белци                 | - (- %) | 140 (85,4%) |
| Афроамериканци        | - (- %) | 0 (0,0%)    |
| Азијати               | - (- %) | 0 (0,0%)    |
| Амерички староседеоци | - (- %) | 2 (1,2%)    |
| Хиспаноамериканци     | - (- %) | 15 (9,1%)   |
| Укупно                | -       | 164         |